# Royce Hamm
Royce Hamm jr. (Houston, 17 marzo 1999) è un cestista statunitense.